# قائمة منظمة الصحة العالمية النموذجية للأدوية الأساسية للأطفال
قائمة منظمة الصحة العالمية النموذجية للأدوية الأساسية للأطفال هي قائمة مقترحة من منظمة الصحة العالمية للأدوية الأساسية الأكثر فعالية واماناَ لاستخدام الأطفال حتى سن الثاني عشر اللازمة لتلبية الاحتياجات الأكثر اهمية في نظام الرعاية الصحية الأساسية، هذه القائمة مقسمة إلى عناصر اساسية وبنود تكميلية، تعتبر العناصر الأساسية أكثر فعالية من حيث تكلفة مشاكل الصحة الاساسية، ويمكن استخدامها مع القليل من موارد الرعاية الصحية الإضافية. 
تتطلب العناصر التكميلية في كثير من الاحيان بنية تحتية إضافية من مقدمي الرعاية الصحية المتدربين تدريبا خاصا أو من معدات التشخيص.
أصدرت أول قائمة للأطفال في عام 2007 ،والقائمة الآن في طبعتها الخامسة.
ملاحظة : في المادة التالية (a ) تشير إلى أن الدواء عنصر تكميلي، حيث يتطلب تشخيصا متخصصا أو مراقباً، كما انه يمكن ادراج بند على انه مكمل على أساس تكاليف اعلى أو نسبة تكلفة أو فائدة اقل.

## عقاقير تخديرية

### عقاقير التخدير العام والأكسجين

#### أدوية استنشاقية
- هالوثان
- آيزوفلوران
- أكسيد النيتروز
- أكسجين

#### أدوية قابلة للحقن
- كيتامين
- بروبوفول[note 1]

### عقاقير تخدير موضعي
- بوبيفاكايين
- ليدوكائين
- ليدوكائين

### الأدوية السابقة للجراحة وأدوية التهدئة للإجراءات قصيرة الأمد
- أتروبين
- ميدازولام
- مورفين

## أدوية للألم والرعاية التلطيفية

### العقاقير لاأفيونية الفعل والعقاقير المضادة للالتهاب اللاستيرويدية (NSAIDs)

A صيغة هيكلية of the chemical structure of aspirin

- أسبرين
- إيبوبروفين
- باراسيتامول[note 2] (اسيتامينوفين)

### مسكنات أفيونية المفعول
- مورفين[note 3]

### أدوية للأعراض الشائعة الأخرى في الرعاية التلطيفية
- أميتربتيلين
- سايكليزين
- ديكساميتازون
- ديازيبام
- دوكوسات الصوديوم
- فلوكسيتين
- هيوسين
- لاكتولوز
- لوبيراميد
- ميتوكلوبراميد
- ميدازولام
- أوندانسيترون
- غليكوزيد سنامكي

## مضادات الحساسية والأدوية المستخدمة فيصدمة الحساسية
- ديكساميتازون
- إبينفرين (دواء) (أدرينالين)
- هيدروكورتيزون
- لوراتادين[note 4]
- بريدنيزولون

## الترياقات والمواد الأخرى المستخدمة في التسمم

### غير متخصصة
- فحم منشط (دواء)

### متخصصة
- أسيتيل سيستئين
- أتروبين
- غلوكونات الكالسيوم
- أزرق الميثيلين
- نالوكسون
- ديفيروكسامينα
- ديمركابرولα
- فومبيزولα
- ثنائي صوديوم كالسيوم الإيديتاتα
- حمض ديميركابتوسوسينيكα

## مضادات الاختلاج/مضادات الصرع
- كاربامازيبين
- ديازيبام
- لورازيبام
- فينوباربيتال
- فينيتوين
- حمض الفالبرويك (فالبروات الصوديوم)
- إيثوسوكسيميدα

## الأدوية المضادة للعدوى

### أدوية طاردة للديدان

#### طاردات الديدان المعوية

A skeletal model of the chemical structure of albendazole

- ألبيندازول
- ليفاميزول
- ميبيندازول
- نيكلوزاميد
- برازيكوانتيل
- بيرانتيل

#### مضادات الفيلاريا
- ألبيندازول
- ثنائي إيثيل كاربامازين
- إيفيرمكتين

#### أدوية مضادة للبلهارسيات والأدوية الأخرى مضادة الديدان الأسطوانية
- برازيكوانتيل
- ثلاثي الكلابيندازول
- أوكسامنيكوينα

### مضادات حيوية

#### أدوية بيتالاكتامية
- أموكسيسيلين
- أموكسيسيلين/حمض الكلافولانيك (أموكسيسيلين + حمض الكلافولينيك)
- أمبيسيلين
- بنزاثين بنزيل بنسيلين
- بنزيل بنسيلين
- سيفالكسين
- سيفازولين[note 5]
- سيفترياكسون[note 6]
- كلوكساسلين
- فينوكسي ميثيل بنسيلين (بنسيلين V)
- بروكاين بنزيل بنسيللين[note 7]
- سيفوتاكسيمα[note 8]
- سيفتازيديمα
- اميبينيم/سيلاستاتينα[note 9]

#### مضادات بكتيريا فموية
- أزيثرومايسين[note 10]
- كلورامفينيكول
- سيبروفلوكساسين
- دوكسيسايكلين
- إريثروميسين
- جنتاميسين
- مترونيدازول
- نيتروفورانتوين
- تريميثوبريم/سلفاميثوكسازول
- تريميثوبريم
- كليندامايسينα
- فانكوميسينα

#### أدوية مضادة للجذام
- كلوفازيمين
- دابسون
- ريفامبيسين

#### أدوية مضادة للسل

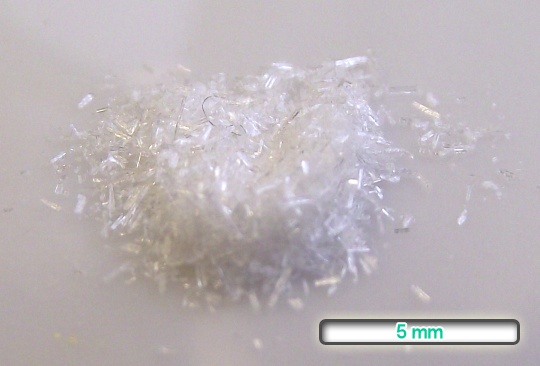
بلورات الإيثامبيوتول النقية

- إيثامبوتول
- آيزونيازيد
- بيرازيناميد
- ريفابوتين[note 11]
- ريفامبيسين
- ريفابنتين[note 12]
- أميكاسينα
- كابريومايسينα
- سيكلوسيرينα[note 13]
- إثيوناميدα[note 14]
- كاناميسين Aα
- ليفوفلوكساسينα[note 15]
- لنزوليدα
- 4-أمينو حمض الساليسيليكα
- ستربتوميسينα

### أدوية مضادة للفطريات
- أمفوتيريسين ب
- فلوكونازول
- فلوسيتوزين
- غريسيوفولفين
- نيستاتين
- يوديد البوتاسيومα

### أدوية مضادة للفيروسات

#### أدوية مضادة للهربس
- آسيكلوفير

#### مضادات الفيروسات الراجعة

##### مثبطات إنزيم النسخ العكسي النيوكليوتيدية/ النيوكليوسيدية
- أباكافير (ABC)
- لاميفودين (3TC)
- ستافودين (d4T)
- زيدوفودين (ZDV or AZT)

##### مثبطات إنزيم النسخ العكسي غير النيوكليوسيدية
- إيفافيرينز (EGV or EFZ)
- نيفاربين (NVP)

##### مثبطات البروتييز

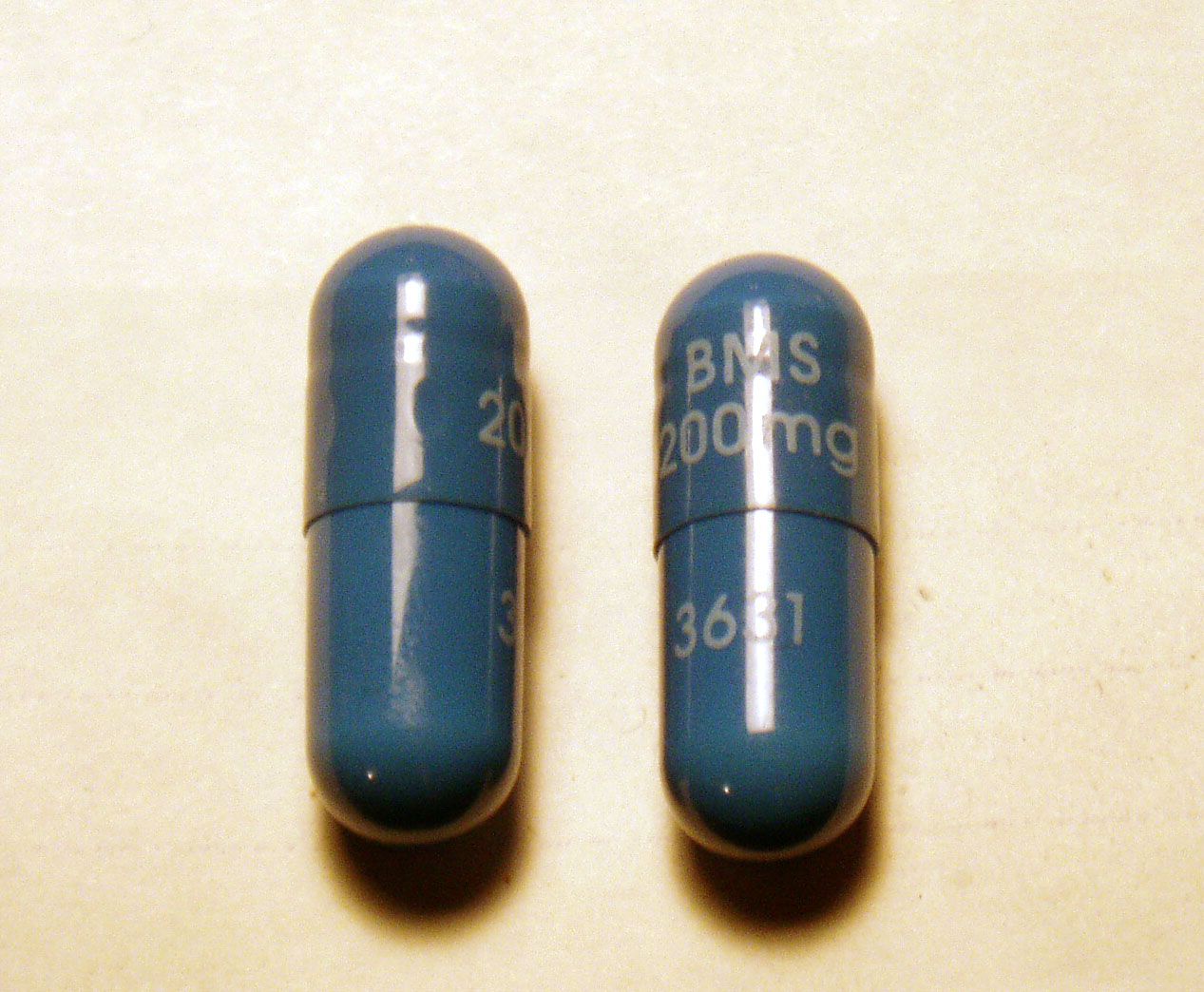
كبسولتان من الأتازانافير

- أتازانافير
- دارونافير
- لبينافير/ريتونافير (LPV/r)
- ريتونافير

###### توليفات ثابتة الجرعة
- أباكافير/لاميفودين (أباكافير + لاميفودين)
- لاميفودين نيفاربين ستافودين
- لاميفودين/نيفاربين/زيدوفودين
- لاميفودين/زيدوفودين

#### مضادات فيروسات فموية
- أوسيلتاميفير[note 16]
- ريبافيرين[note 17]
- فال قانسيكلوفير

#### أدوية مضادة لالتهاب الكبد

##### أدوية مضادة لالتهاب الكبد B
مثبطات إنزيم النسخ العكسي نيوكليوتيدية/ نيوكليوسيدية
- إينتيكافير

##### أدوية مضادة لالتهاب الكبد C
لا يوجد قائمة في هذا القسم.

### أدوية مضادة للأوليات

#### أدوية مضادة للأميبا ومضادات داء الجيارديات
- ديلوكسانيد
- مترونيدازول

#### أدوية مضادة لداء اللشمانيات
- أمفوتيريسين ب
- ميلتيفوسين
- بارومومايسين
- ستيبوجلوكونات الصوديوم or أنتيمونيات الميغلومين

#### أدوية مضادة للملاريا

##### للعلاج الشفائي
- أموياكوين[note 18]
- أرتيميثر[note 19]
- أرتيميثر/لوميفانترين[note 20]
- أرتيسونات[note 21]
- الأرتيسونات/أموياكوين[note 22]
- أرتيسونات ومفلوكوين
- كلوروكين[note 23]
- دوكسيسايكلين[note 24]
- مفلوكوين[note 18]
- بريماكين[note 25]
- كينين[note 26]
- سلفادوكسين/بيرميثامين[note 27]

##### للوقاية
- كلوروكين[note 28]
- دوكسيسايكلين
- مفلوكوين
- بروغوانيل[note 29]

#### أدوية مضادة لداء المتكيسات الرئوية وداء المقوسات
- بيريميثامين
- سولفاديازين
- سلفاميثوكسازول/ترايميثوبرايم

#### أدوية مضادة للتريبانوسوما

##### داء التريبانوسوما الأفريقي

###### الدرجة الأولى
- بينتاميدين[note 30]
- سورامين[note 31]

###### الدرجة الثانية
- إيفلورنيتين[note 32]
- نيفورتيموكس[note 33]
- ميلارسوبرولα

##### داء التريبانوسوما الأمريكي
- بنزنيدازول
- نيفورتيموكس

## أدوية مضادة للشقيقة

### للنوبة الحادة
- إيبوبروفين
- باراسيتامول

### للوقاية
- بروبرانولول

## مضادات الورم وكابتات المناعة

### أدوية كابتة للمناعة
- آزاثيوبرينα
- سيكلوسبورينα

### أدوية سامة للخلايا وأدوية مساعدة
- ألوبيورينولα
- أسباراجينيزα
- بليومايسينα
- حمض الفولينيكα
- كاربوبلاتينα
- سيسبلاتينα
- سيكلوفوسفاميدα
- سيتارابينα
- داكاربزينα
- داكتينومايسينα
- داونوروبيسينα
- دوكسوروبيسينα
- إيتوبوسيدα
- فيلغراستيمα
- إيفوسفامايدα
- مركابتوبورينα
- ميسناα
- ميثوتركسيتα
- باكليتاكسيلα
- تيوغوانينα
- فينبلاستينα
- فينكريستينα

### هرمونات ومضادات الهرمونات
- ديكساميتازونα
- هيدروكورتيزونα
- ميثيلبريدنيزولونα
- بريدنيزولونα

## أدوية مضادة للباركنسون
لا يوجد قائمة في هذا القسم.

## أدوية تؤثر على الدم

### أدوية مضادة للأنيميا
- مكملات الحديد
- حمض الفوليك
- هايدروكسوكوبالمين

### أدوية مؤثرة على التخثر
- فايتوميناديون
- دزموبريسينα
- هيبارينα
- سلفات البروتامينα
- وارفارينα

### أدوية أخرى للاعتلالات الهيموغلوبينية
- ديفيروكسامينα[note 34]
- هيدروكسي يورياα

## منتجات الدم وبدائل البلازما ذات الأصل البشري

### الدم ومكوناته

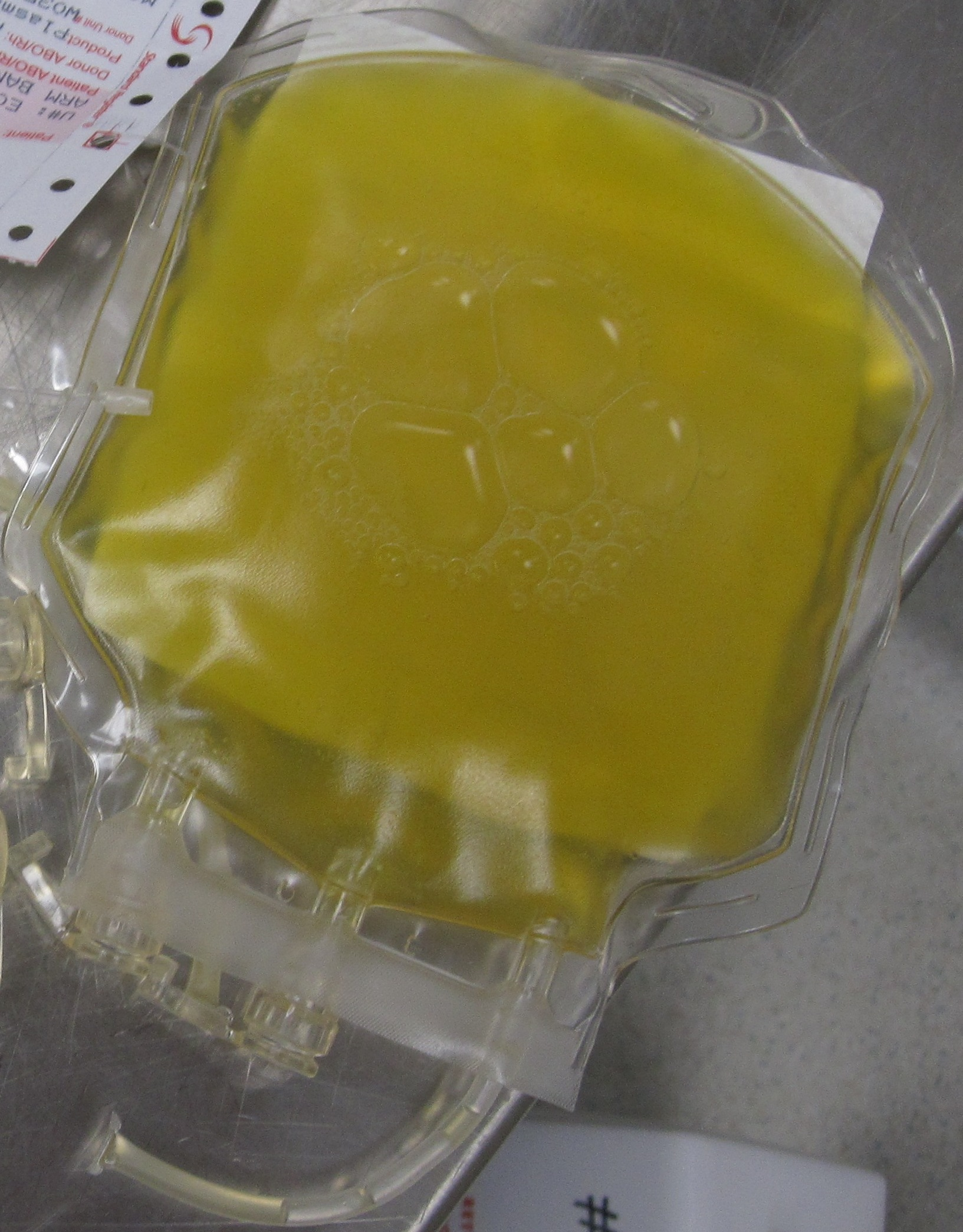
Bag containing one unit of fresh frozen plasma

- بلازما متجمدة جديدة
- نقل الصفائح الدموية
- كريات الدم الحمراء المكدسةs
- دم كامل

### أدوية مشتقة من البلازما

#### غلوبيولينات مناعية بشرية
- غلوبيولين مناعي لداء الكلب
- غلوبيولين مناعي مضاد للكزاز
- معالجة بالغلوبيولين المناعيα

#### عوامب تخثر الدم
- العامل الثامن (دواء)α
- العامل التاسعα

### بدائل البلازما
- ديكستران 70[note 35]

## أدوية الجهاز القلبي الوعائي

### أدوية مضادة للذبحة
لا يوجد قائمة في هذا القسم.

### أدوية مضادة لاضطراب النظم
لا يوجد قائمة في هذا القسم.

### أدوية مضادة لارتفاع ضغط الدم
- إنالابريل

### أدوية مستخدمة في فشل القلب
- ديجوكسين
- فوروسيميد
- دوبامين (دواء)α

### أدوية مضادة للتخثر
لا يوجد قائمة في هذا القسم.

### عوامل مخفضة للليبيدات
لا يوجد قائمة في هذا القسم.

## أدوية طب الجلد (موضعية)

### أدوية مضادة للفطريات
- ميكونازول
- تيربينافين

### أدوية مضادة للعدوى
- موبيروسين
- بيرمنغنات البوتاسيوم (استخدام طبي)
- سلفاديازين الفضة

### أدوية مضادة للالتهاب ومضادات للحكة
- بيتاميثازون
- كالامين
- هيدروكورتيزون

### أدوية مؤثرة على تمايز الجلد وتكاثره
- بيروكسيد البنزويل
- قطران الفحم
- راتنج البودوفيلوم
- حمض الساليسليك (الاستخدام الطبي)
- Urea

### مبيدات الجرب ومبيدات القمل
- بنزوات البنزيل
- بيرمثرين

## عوامل دوائية تشخيصية

### أدوية عينية
- فلوريسكين (الاستخدام الطبي)
- تروبيكاميد

### وسط تباين إشعاعي
- كبريتات الباريوم المعلقةα

## المطهرات والمعقمات

### معقمات
- كلورهيكسيدين
- كحول (طب)
- بوفيدون يودي

### مطهرات
- معقم اليدين
- مركبات ذات أساس كلوري
- كلوروزايلينول
- غلوتارلديهايد

## مدرات البول
- فوروسيميد
- هيدروكلورثيازيدα
- مانيتولα
- سبيرونولاكتونα

## أدوية الجهاز المعدي المعوي
- إنزيمات البنكرياس (دواء)α

### أدوية مضادة للقرحة
- أوميبرازول
- رانيتيدين

### أدوية مضادة للقيء
- ديكساميتازون
- ميتوكلوبراميد
- أوندانسيترون

### أدوية مضادة للالتهاب
لا يوجد قائمة في هذا القسم.

### ملينات
لا يوجد قائمة في هذا القسم.

### أدوية تستخدم في الإسهال

#### إعادة الإرواء الفموي
- معالجة الجفاف عن طريق الفم

#### أدوية للإسهال
- كبريتات الزنك (استخدام طبي)[note 36]

## الهرمونات وأدوية الغدد الصم الأخرى ومانعات الحمل

### الهرمونات الكظرية والبدائل الاصطناعية
- فلودروكورتيزون
- هيدروكورتيزون

### منشطات الذكورة
لا يوجد قائمة في هذا القسم.

### موانع الحمل
لا يوجد قائمة في هذا القسم.

### إستروجينات
لا يوجد قائمة في هذا القسم.

### الإنسولينات والأدوية الأخرى المستخدمة في الداء السكري
- غلوكاغون (دواء)
- أنسولين نظامي
- إنسولين
- ميتفورمينα

### محفزات الإباضة
لا يوجد قائمة في هذا القسم.

### بروجستيرونيات الفعل
لا يوجد قائمة في هذا القسم.

### هرمونات الدرقية والأدوية المضادة للدرقية
- ليفوثيروكسين
- يود مائي
- يوديد البوتاسيومα
- بروبيل ثيوراسيلα

## أدوية مناعية

### عوامل تشخيصية
- توبركولين, المشتق البروتيني المنقى (PPD)

### أمصال وغلوبيولينات مناعية
- مضاد السم[note 37]
- ترياق الخناق

### لقاحات
- عصية كالميت غيران
- لقاح الكوليرا[note 38]
- لقاح الخناق
- لقاح المستدمية النزلية النوع ب
- لقاح التهاب الكبد الوبائي أ[note 38]
- لقاح التهاب الكبد الفيروسي ب
- لقاح فيروس الورم الحليمي البشري
- لقاح الإنفلونزا[note 39]

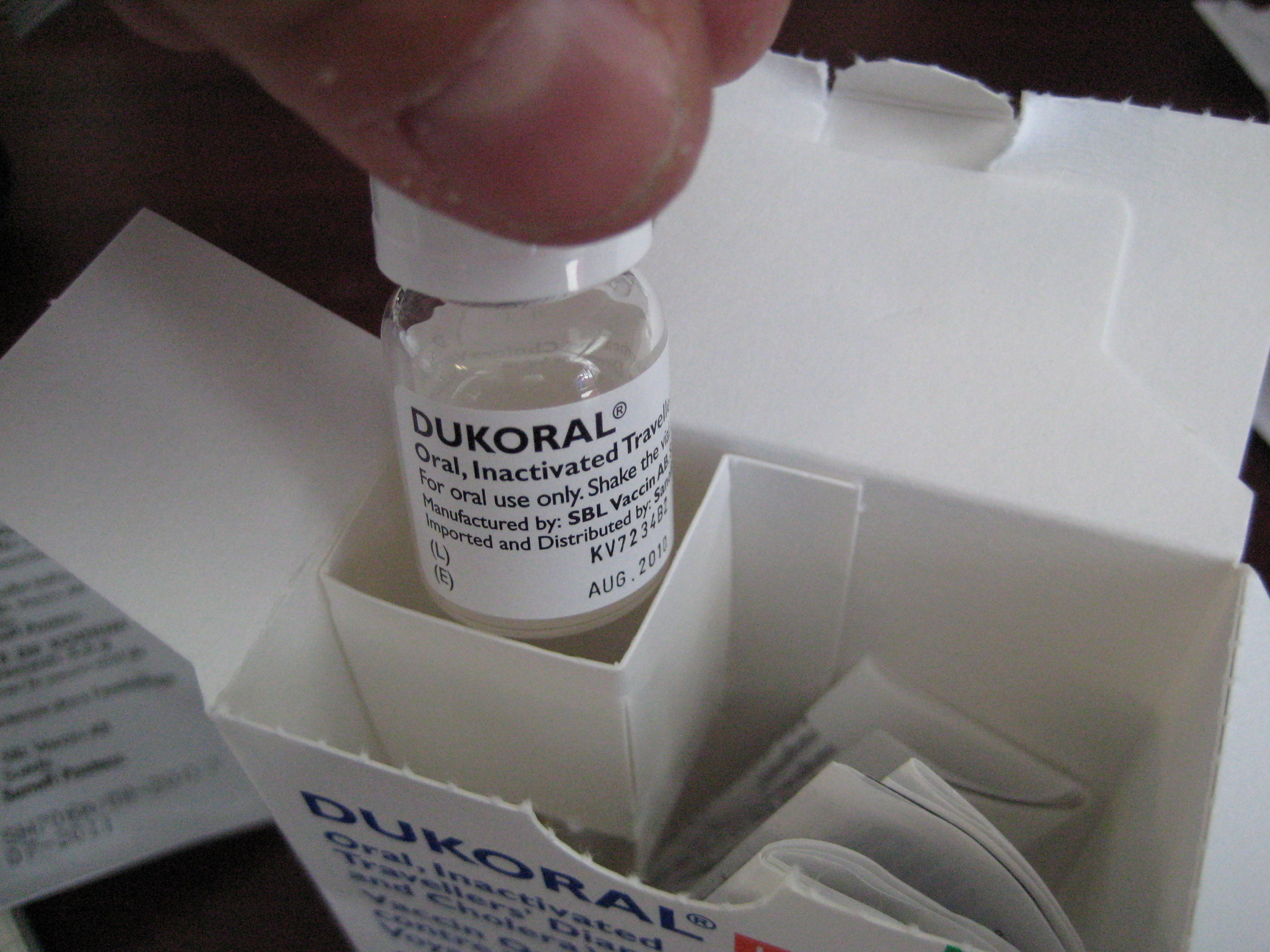
A vial of oral cholera vaccine

- لقاح التهاب الدماغ الياباني المنشأ[note 40]
- لقاح الحصبة
- لقاح المكورات السحائية[note 38]
- لقاح النكاف[note 39]
- لقاح السعال الديكي
- لقاح المكورة الرئوية
- لقاح شلل الأطفال
- لقاح داء الكلب[note 38]
- لقاح الفيروس العجلي
- لقاح الحصبة الألمانية
- لقاح الكزاز
- لقاح التهاب الدماغ المحمول بالقراد[note 40]
- لقاح التيفوئيد[note 38]
- لقاح جدري الماء[note 39]
- لقاح الحمى الصفراء[note 40]

## مرخيات العضلات (طرفية-الفعل) ومثبطات الكوليناستيريز
- نيوستغمين
- سكسنيل كولين
- فيكورونيوم برومايد
- بايريدوستيغمينα

## مستحضرات العين

### عوامل مضادة للعدوى
- آسيكلوفير
- أزيثرومايسين
- جنتاميسين
- أوفلوكساسين
- تيتراسايكلن

### عوامل مضادة للالتهاب
- بريدنيزولون

### عقاقير تخدير موضعي
- تيتراكائين

### أدوية مضادة للماء الأزرق ومقبضات الحدقة
لا يوجد قائمة في هذا القسم.

### موسعات الحدقة
- أتروبين[note 41]
- إبينفرين (دواء) (أدرينالين)α

## معجلات الولادة ومضاداتها
لا يوجد قائمة في هذا القسم.

## محاليل الديلزة البريتونية
- ديلزة بريتونية (بتركيبة مناسبة)α

## أدوية الاضطرابات الذهنية والسلوكية

### أدوية مستخدمة في الاضطرابات الذهانية
- كلوربرومازينα
- هالوبيريدولα

### أدوية مستخدمة اضطرابات المزاج

#### أدوية مستخدمة في الاضطرابات الاكتئابية
- فلوكسيتينα

#### أدوية مستخدمة في الاضطراب ثنائي القطب
لا يوجد قائمة في هذا القسم.

### أدوية لاضطرابات القلق
لا يوجد قائمة في هذا القسم.

### أدوية مستخدمة في اضطرابات الوسواس القهري
لا يوجد قائمة في هذا القسم.

### أدوية لاضطرابات عائدة لاستخدام مواد نفسية المفعول
لا يوجد قائمة في هذا القسم.

## أدوية تعمل على المسالك التنفسية

### أدوية مضادة للربو
- بيوديسونيد
- إبينفرين (دواء) (الأدرينالين)
- سالبوتامول (ألبيوتيرول)

## محاليل تصحح اضطرابات الماء والمحاليل الكهرلية واضطرابات الحمض-القاعدة

### فموية
- معالجة الجفاف عن طريق الفم
- كلورايد البوتاسيوم (استعمال طبي)

### حقنا
- محلول سكر عن طريق الوريد
- محلول سكر عن طريق الوريد
- كلورايد البوتاسيوم (استعمال طبي)
- محلول ملحي (طب)
- بيكربونات الصوديوم الوريدية
- محلول رينغر اللاكتاتي

### متنوعة
- مياه الحقن

## فيتامينات ومعادن
- فيتامين سي
- كوليكالسيفيرول[note 42]
- الاستخدام الطبي لليود
- بيريدوكسين
- رتينول
- فيتامين ب2
- علاج بالفلورايد
- فيتامين ب1
- غلوكونات الكالسيومα

## أدوية الأنف والأذن والحنجرة للأطفال
- حمض الأسيتيك (استعمال طبي)
- بيوديسونيد
- سيبروفلوكساسين
- زايلوميتازولين

## أدوية خاصة برعاية حديثي الولادة

### أدوية تعطى لحديثي الولادة
- سترات الكافيين
- كلورهيكسيدين
- إيبوبروفينα
- بروستاغلاندين Eα
  - بروستاغلاندين E1
  - بروستاغلاندين E2
- الفاعل بالسطح الرئوي (دواء)α

## أدوية أمراض المفاصل

### أدوية تستخدم لعلاج النقرس
لا يوجد قائمة في هذا القسم.

### عوامل معدلة للمرض يستخدم في اضطرابات الروماتويد
- هيدروكسي كلوروكوينα
- ميثوتركسيتα

### أمراض المفاصل لدى اليافعين
- أسبرين[note 43]